# Spelteori

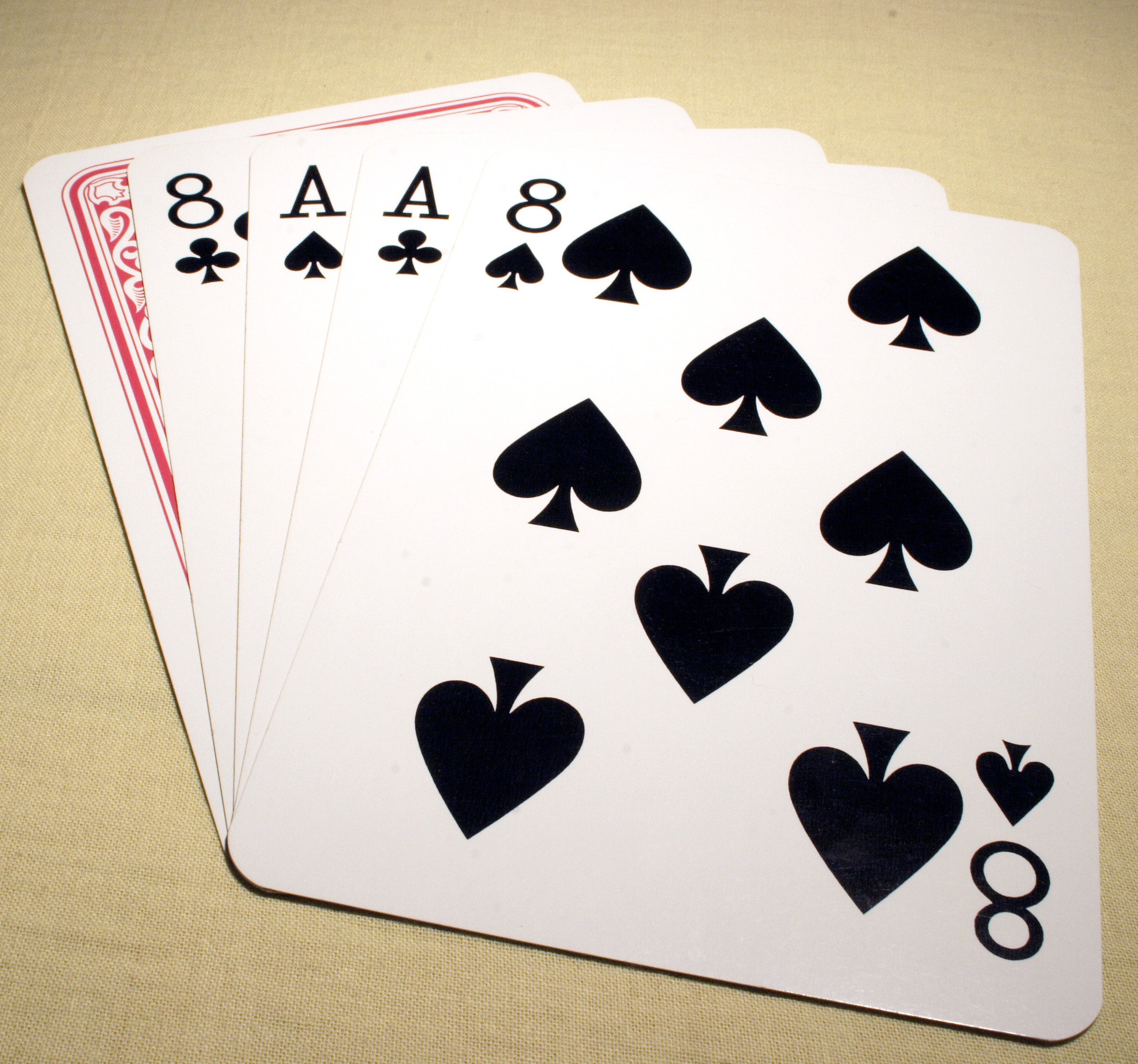
Spelteori kan bland annat användas för att analysera poker.

Spelteori inkluderar teorier syftande till att med hjälp av matematiska modeller beskriva strategiska interaktioner mellan rationella beslutstagare. Det är ett tvärvetenskapligt forskningsområde och används främst inom nationalekonomi, biologi och datavetenskap, men även alltmer inom statsvetenskap. 
Två grundläggande begrepp är maximering av vinst respektive minimering av förlust. Grundläggande är också att spelarna potentiellt har mer eller mindre motstridiga intressen. Dessutom kan spelarna antingen ha tillgång till samma information i spelet (som i schack), eller så har de tillgång till olika delar av den totala informationsbilden (som i poker). 
Det mest kända och grundläggande exemplet på spelteori är tankeexperimentet Fångarnas dilemma. I det exemplet kan två fångar välja mellan att ange den andre eller hålla tyst. Om de bägge anger varandra åker de fast, om båda håller tyst går de fria. Om den ene anger den andra medan den andra håller tyst så får den förste en belöning, medan den andra får ett hårdare straff. Vilken strategi är bäst för en själv, att ange eller att hålla tyst?
Svaret kommer man fram till genom att analysera de olika fallen. Om den andre håller tyst, är det bäst för mig om jag anger (så att jag inte bara går fri utan också får en belöning). Om den andre anger mig, är det också bäst för mig att ange (så att jag i alla fall inte får det extra hårda straffet). Oavsett vad den andre väljer är det alltså bäst för mig att ange trots att det ur ett kollektivt perspektiv är bättre om båda håller tyst (båda går fria) än om båda anger (båda åker fast).

## Spelteorins historia
Spelteorin har sin grund i arbeten av John von Neumann och Oskar Morgenstern från 1940-talet. Deras bok, Theory of games and economic behavior, var den första som försökte analysera problem från verkligheten med hjälp av spelteorin. I boken presenteras också von Neumanns minimax-teorem som han hade bevisat redan på 20-talet. 
Den teoretiska apparat de hade tillgång till var emellertid begränsad till nollsummespel mellan två spelare. En utvidgning av teorin gjordes på 50-talet av John F Nash som presenterade en teori för hur man kan analysera ett spel med fler spelare (som många varianter av poker) eller som inte är ett nollsummespel (vilket är fallet redan med det kända exemplet fångarnas dilemma).
Spelteorin har redan från början mött stort intresse från militärt håll. Ett exempel: Man har en transport att utföra med lastbilar och man kan välja endera av två transportvägar. Det finns en fiende som vill hindra transporten. Fienden kan välja att längs de två vägarna gruppera styrkor med uppdrag att störa transporten. Om ett överfall sker på väg 1 blir förlusterna större än på väg 2. Slutsatsen blir att man slumpar fram vilken väg man tar men med en aningen större chans att väg 2 väljs
.
År 1994 fick John Forbes Nash, John Harsanyi och Reinhard Selten Sveriges Riksbanks pris i ekonomisk vetenskap till Alfred Nobels minne för sina arbeten inom området. År 2005 fick Thomas Schelling och Robert Aumann också detta pris för sina forskningar inom området.

## Lösningar till spel
Ett problem genom spelteorins historia har varit hur man ska definiera en lösning till ett spel. För nollsummespel mellan två personer gavs ett svar av von Neumann och Morgenstern. De antog att varje spelare gör den vinst de är garanterad att få, (oavsett motståndarnas strategi), så stor som möjligt. De visade (i sin minimax-sats) att båda spelarna hade väldefinierade sådana strategier, vilka kan innefatta slumpmoment. 
Nash föreslog en utvidgning av deras definition av ett spels lösning. Han införde sitt berömda begrepp Nash-jämvikt som beteckning för det. Idén med en Nash-jämvikt är att alla spelarnas spelarstrategier så att de inte vill ändra sig, givet vad de andra spelarna gör. Nash-jämvikt är en direkt generalisering av det lösningsbegrepp von Neumann och Morgenstern använde, och i nollsummespel med två spelare ger definitionerna samma lösning. Han visade också att Nash-jämvikter finns i en stor klass av spel. Denna definition av lösning till ett spel är den allmänt accepterade inom nationalekonomin idag, ofta kombinerat med fler villkor som hjälper en välja ut Nash-jämvikt i fall där det finns flera. Inom biologin används ett relaterat koncept kallat evolutionärt stabil strategi.

### Historiskt viktiga texter
- Farquharson, Robin (1969), Theory of Voting, Blackwell (Yale U.P. in the U.S.), ISBN 0631124608